# Retable Alessandri
Pour les articles homonymes, voir Alessandri.
Retable Alessandri   (en italien : Pala Alessandri) est une peinture à thème  religieux de Fra Filippo Lippi, une peinture a tempera (panneau central 120,9 × 105,9 cm, deux latéraux 72,4 × 38,1 cm) datant de 1453 environ, conservée depuis 1935 au Metropolitan Museum of Art à New York.

## Histoire
L'œuvre est un retable probablement celui décrit par Vasari, dans   Le Vite. Il est constitué d'un panneau central et de deux panneaux latéraux et a été commandé à Fra Filippo Lippi par Alessandro degli Alessandri à destination de l'église de leur château de Vincigliata (dit La Torre). Néanmoins certains historiens de l'art émettent l'hypothèse qu'il s'agirait du cadeau de noces à la famille de Ginevra degli Alessandri, qui a épousé Jean de Médicis le  20 janvier 1453.
Vers 1790 le retable a été transféré au palais familial du Borgo degli Albizzi à Florence, puis a été vendu en 1912  sur le marché de l'art londonien et de nouveau à New York, entrant dans la collection du MET en 1935 par la Morgan Library.
La recomposition a nécessité la réparation de diverses parties d'arrière-plan, ainsi que les jambes de saint Laurent.

### Datation
La datation est incertaine : généralement la critique la situe vers le milieu du XVe siècle.

## Thème
Saint Laurent, diacre du pape Sixte II, est un saint reconnaissable car il porte le Livre et la palme ; l'attribut de son martyre, le gril, est présent sous ses pieds.

## Description
Il est probable qu'à l'origine le retable était constitué de trois panneaux. Il aurait  été démembré et dispersé au cours des siècles suivants comme nombre d'œuvres polyptyques ; de plus  son fond a été redoré.
Le panneau central   représente saint  Laurent, entouré des saints Côme et Damien (médecins et par conséquent protecteurs de la famille des Médicis), 
Dans le groupe de donateurs agenouillés aux pieds de saint Laurent figurent à droite  Alessandro Alessandri  et à gauche  ses fils, Jacopo et Antonio.
Les probables panneaux latéraux du triptyque original présentent :
- à droite : saint Benoît
- à gauche :  saint indéterminé (à gauche) ; probablement Antoine, prénom d'un des fils du commanditaire représenté avec lui en donateurs

La recomposition à l'originale reste délicate car la famille Alessandri commanda de nombreuses œuvres qui peuvent porter aujourd'hui le même nom de « retable Alessandri » ; ainsi l'élément de prédelle détaché  et découpé, dite de la Caduta di Simon Mago  fait  partie de ces mêmes commandes (de Benozzo Gozzoli et conservée au même musée du MET).

## Analyse
La composition très gothique et byzantine est dite à perspective signifiante car les donateurs adoptent une taille plus réduite que les saints intercesseurs Côme et Damien, eux-mêmes moins grands que le saint du centre, sujet principal en position trônante.
Le fond d'or accentue le style ainsi que les auréoles circulaires, le trône très architectural sans perspective fuyante…

## Sources
- (it) Cet article est partiellement ou en totalité issu de l’article de Wikipédia en italien intitulé « Pala Alessandri » (voir la liste des auteurs).